# 波义耳环形山
波义耳环形山（Boyle）是位于月球背面南半部一座古老的大撞击坑，约形成于39.2-38.5亿年前的酒海纪，其名称取自盎格鲁爱尔兰人自然哲学家、物理学家自然哲学、化学家暨发明家罗伯特·波义耳（1627年-1691年），1970年被国际天文学联合会批准接受。

## 描述

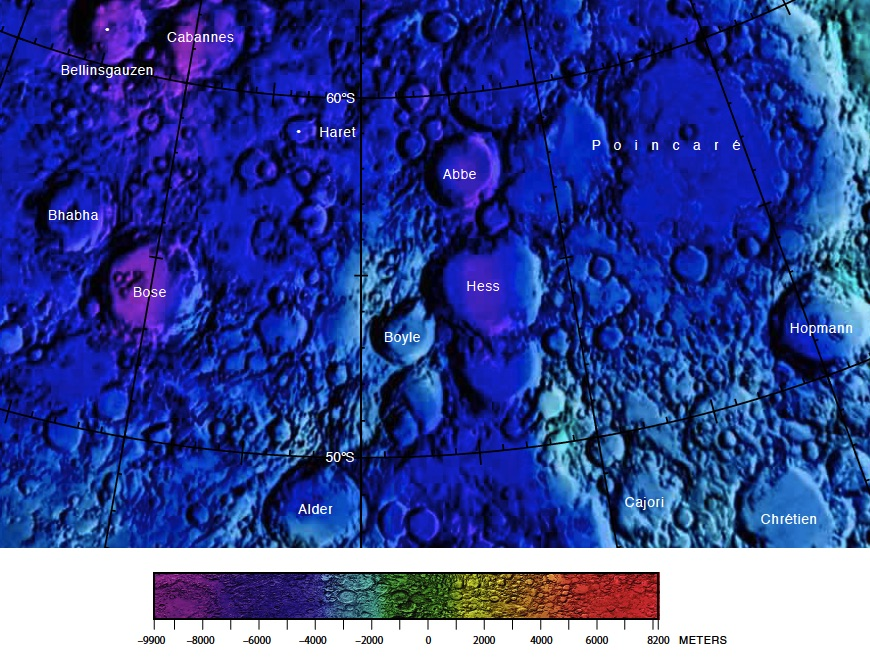
波义耳环形山的周边，月球南极地区详图(下为北)。

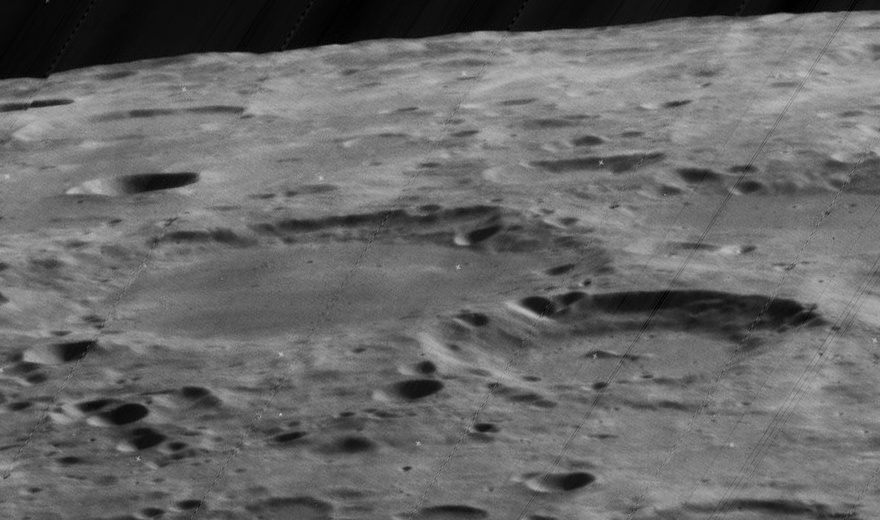
月球轨道器5号拍摄的赫斯环形山(中左)和波义耳环形山(中右)西向斜视图

该陨坑靠近南极-艾托肯盆地中央，西侧与更大的赫斯环形山相接壤、北面毗邻巨大的环壁平原-冯·卡门环形山，博斯环形山位于它的东面、东北和西南分别坐落了阿尔德环形山和阿贝环形山。该陨坑中心月面坐标为53°17′S 177°53′E / 53.29°S 177.89°E，直径57.13公里，深度约2.44公里。
波义耳环形山的坑壁轮廓接近正圆，大部分壁沿仍峻峭巉刻，几乎未受到后续撞击的磨损。南侧坑沿上从东到西横贯了一道宽阔、蜿蜒的切槽，靠西侧坑沿也覆盖了数座小陨坑，而北面与赫斯环形山相连的狭窄地带上则散布了一些更细小的撞击坑穴。波义耳环形山的坑壁最大高出周边地形1190米，内部容积约2722立方千米。沿内侧壁部分地区显示有坍塌的迹象，坑内地表相对平坦，坑底中心线状般分布有一道西南-东北走向的狭长山脊，靠近东侧内壁区有一座微型坑，除此以外，无其它较醒目的地貌特征。

## 卫星陨石坑
按惯例，最靠近波义耳环形山的卫星坑将在月图上以字母标注在它的中心点旁边。

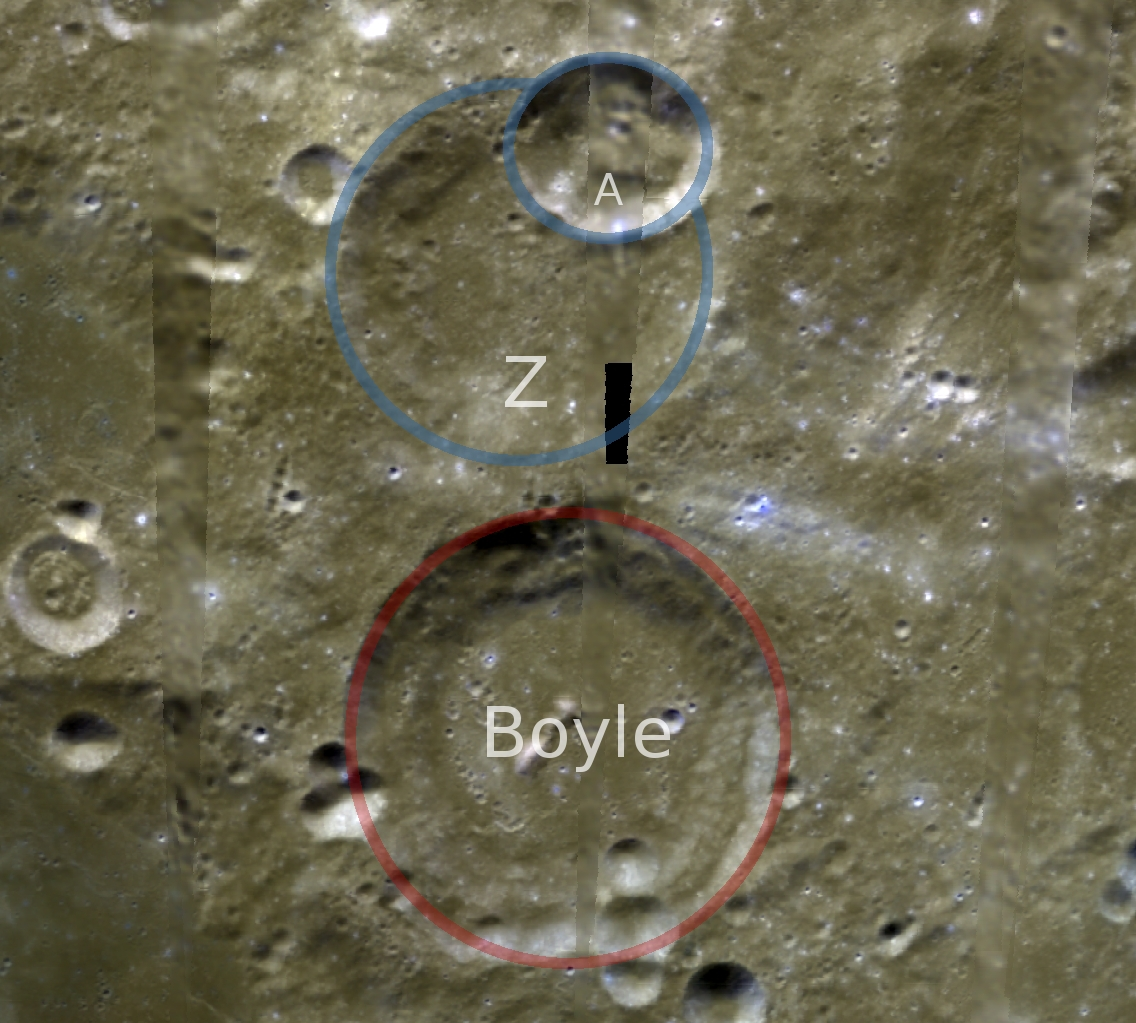
PDS MAP-A-PLANET 截图

| 波义耳 | 纬度     | 经度      | 真系      |
| ------ | -------- | --------- | --------- |
| A      | 50.99° S | 178.14° E | 24.35公里 |
| Z      | 51.49° S | 177.67° E | 47.31公里 |

- 卫星坑"勒波义耳 Z"约形成于酒海纪[1]。

## 另请参阅
- Andersson, L. E.; Whitaker, E. A. . NASA RP-1097. 1982.
- Blue, Jennifer. . USGS. July 25, 2007  [2007-08-05]. （原始内容存档于2013-02-13）.
- Bussey, B.; Spudis, P. . New York: Cambridge University Press. 2004. ISBN 978-0-521-81528-4.
- Cocks, Elijah E.; Cocks, Josiah C. . Tudor Publishers. 1995. ISBN 978-0-936389-27-1.
- McDowell, Jonathan. . Jonathan's Space Report. July 15, 2007  [2007-10-24]. （原始内容存档于2012-05-26）.
- Menzel, D. H.; Minnaert, M.; Levin, B.; Dollfus, A.; Bell, B. . Space Science Reviews. 1971, 12 (2): 136–186. Bibcode:1971SSRv...12..136M. doi:10.1007/BF00171763.
- Moore, Patrick. . Sterling Publishing Co. 2001. ISBN 978-0-304-35469-6.
- Price, Fred W. . Cambridge University Press. 1988. ISBN 978-0-521-33500-3.
- Rükl, Antonín. . Kalmbach Books. 1990. ISBN 978-0-913135-17-4.
- Webb, Rev. T. W.  6th revised. Dover. 1962. ISBN 978-0-486-20917-3.
- Whitaker, Ewen A. . Cambridge University Press. 1999. ISBN 978-0-521-62248-6.
- Wlasuk, Peter T. . Springer. 2000. ISBN 978-1-85233-193-1.